# The Million Dollar Mystery

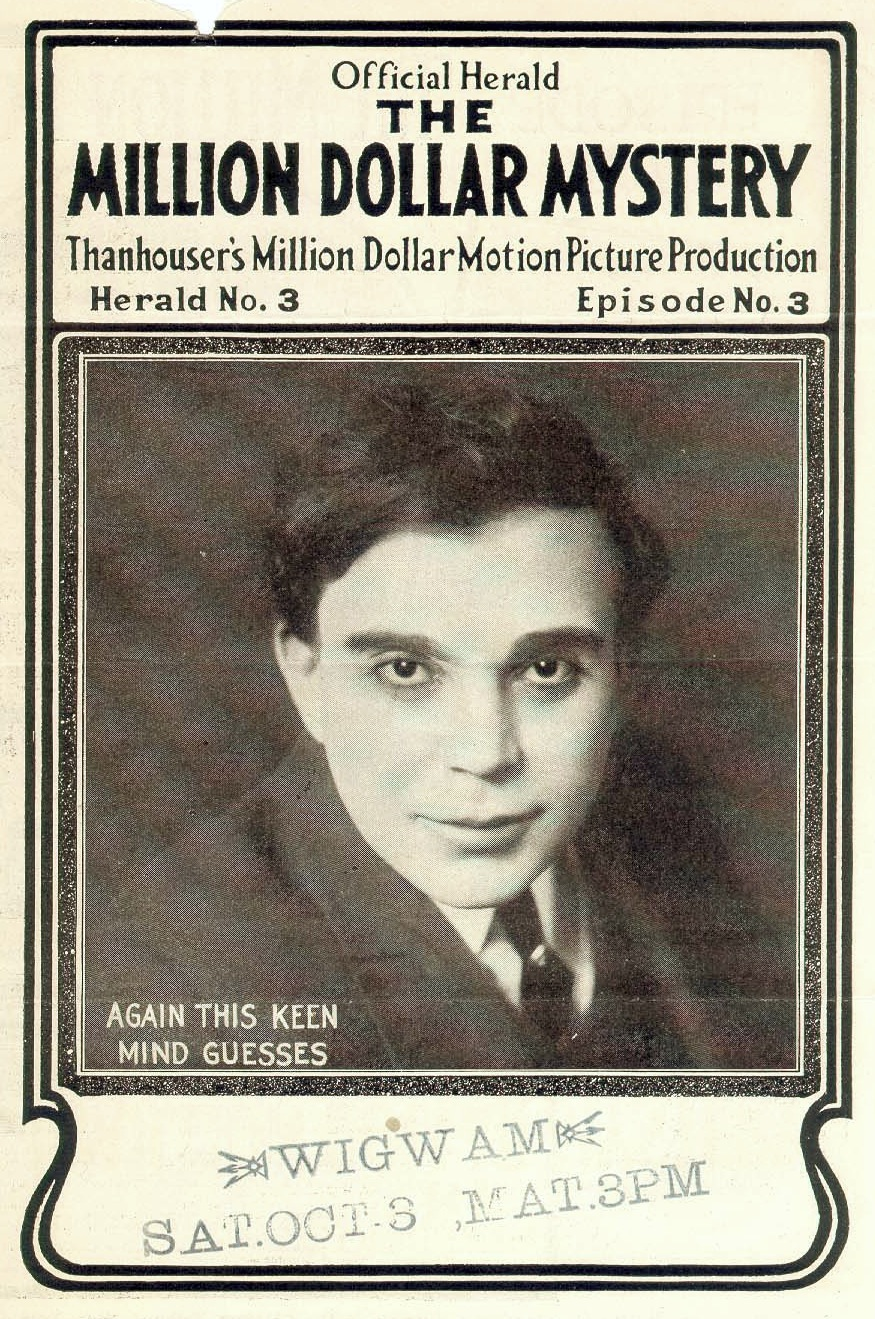
Affiche de l'épisode 3 de la série.

The Million Dollar Mystery est un serial américain muet en 23 épisodes réalisé par Howell Hansel, sorti en 1914.

## Synopsis
La petite Florence est laissée dans un pensionnat avec un mot et la moitié d'un bracelet indiquant que son père viendra la chercher pour son dix-huitième anniversaire. Hargreaves est poursuivi par les Black Hundred, mais il reçoit un mot et de l'argent avant de tenter de s'échapper en ballon sur le toit d'un immeuble mais le ballon est abattu en plein vol.

## Fiche technique
- Titre original : The Million Dollar Mystery
- Réalisation : Howell Hansel
- Scénario : Lloyd Lonergan, d'après une histoire de Harold McGrath
- Photographie : George Webber
- Société de production : Thanhouser Company
- Pays de production :  États-Unis
- Format : Noir et blanc - 35 mm - 1,33:1 - Film muet
- Genre : aventure
- Durée : 690 minutes (23 épisodes)

## Distribution
- Florence La Badie
- Marguerite Snow
- James Cruze
- Frank Farrington
- Sidney Bracey
- Alfred Norton